# Moussa Sanoh
Moussa Sanoh (n. 20 iulie 1995, Nijmegen, Gelderland, Țările de Jos) este un fotbalist neerlandez, care joacă pe post de mijlocaș lateral la Police Tebrau F.C.⁠(d) în Thai League. Pe plan internațional, are prezențe la națională pentru Țările de Jos U17⁠(d) și Țările de Jos U19⁠(d).